# 李瑗
李 瑗（り えん、開皇7年（587年） - 武徳9年6月24日（626年7月22日））は、中国の唐の宗室。隋の柱国・備身将軍李悊の子。唐の高祖李淵の従兄の子にあたる。字は徳圭。

## 経歴
武徳元年（618年）、唐が建国されると、信州総管に任ぜられ、廬江郡王に封ぜられた。山南東道行台右僕射に累進し、河間王李孝恭とともに蕭銑を討ったが、功績を挙げることができなかった。武徳9年（626年）、幽州大都督となり、右領軍将軍の王君廓の補佐を受けた。 
李瑗は皇太子李建成と親しい関係にあった。李建成が玄武門の変で敗死すると、李世民が通事舎人の崔敦礼を通して李瑗を召還することとした。李瑗は長安に出かけて罪に落とされるのを恐れていた。王君廓は李瑗に乱に起こさせて自分が功績を独占しようと図った。李瑗は王君廓の扇動に乗って崔敦礼を捕らえた。そして北燕州刺史の王詵を召し出して反乱の計画を練った。兵曹参軍の王利渉の提案を容れて、竇建徳や劉黒闥の乱に加わって失職した山東の豪傑たちを兵として募って河北・山東を制圧し、いっぽう王詵を突厥と連係させて山西を南下させて、両面から関中に迫ることと決した。しかし、兵権は王君廓に集中したため、王利渉は王君廓は反覆多く信用できないので、兵権は王詵に委ねるよう請願した。李瑗が迷っていたところ、王君廓はこのことを察知して、素早く兵を動かして王詵を斬首し、李瑗と王詵が乱を起こしたと糾弾した。崔敦礼は獄から出された。李瑗はこれを聞いて、側近数百とともに門の外に出た。王君廓が李瑗の乱に従っても益のないことを叫ぶと、李瑗に従っていた人々は潰走した。李瑗は王君廓をののしって「小人がわたしを売ったが、おまえの行いの報いは自らに及ぶだろう」と言った。王君廓は李瑗を捕らえて縊り殺し、首を長安に伝えた。追って庶人に落とされ、宗室の籍を断絶された。

## 伝記資料
- 『旧唐書』巻六十 列伝第十「宗室伝」
- 『新唐書』巻七十八 列伝第三「宗室伝」